# Паролист звичайний
Паролист звичайний (Zygophyllum fabago) — вид рослин родини парнолистові (Zygophyllaceae), поширений у південній Європі, Єгипті, західній і центральній Азії. Отруйна рослина.

## Етимологія
faba — означає «біб», -ago — суфікс, який використовується для позначення подібності або властивості, таким чином, fabago означає «як біб»

## Опис
Багаторічна трав'яниста рослина 40–80 см заввишки. Коріння товсте. Стебла сильно гіллясті, деревні при основі, від розлогих до повалених, гладкі. Листя з 2 листочками, черешок коротший, ніж листочки. Листочки від зворотнояйцеподібних до довгасто-зворотнояйцеподібних, 1.5–3.3 × 0.6–2 см, товсті, верхівки округлі.
Квіти пахвові. Квітоніжка 4–10 мм. Чашолистків 5, від яйцеподібних до еліптичних, 6-8 × 3-4 мм, поля білі й плівкові, верхівка тупа. Пелюстків 5, при основі оранжувато-червоні, а верхівково білого кольору, довжиною з чашолистки. Тичинки оранжеві, довші, ніж пелюстки, 1.1–1.2 см. Насінні коробочки від довгастої до циліндричної форми, 2–3.5 × 0.4–0.5 см, підвісні, з 5 хребтами. Насіння сіре, численне, ≈ 3 × 2 мм, поверхня з цяточками.
Квіти: травень — червень; плоди: липень — вересень.

## Поширення
Європа: Італія, Болгарія, Молдова, Румунія, Україна, південно-західна Росія; Азія: Вірменія, Грузія, Ізраїль, Йорданія, Туреччина, Казахстан, Туркменістан, Афганістан, Іран, Ірак, Ліван, Сирія, Пакистан, Китай; Північна Африка: Єгипет, Мадейра; введений: Франція, Іспанія.
В Україні зростає на приморських берегах, у піщанистих і солонцюватих місцях, рідше як бур'ян на засмічених місцях, поблизу будівель — у південній частині Степу, в передгір'ях і Південного узбережжя Криму. Харчова, вітамінна, лікарська. Входить у перелік видів, які перебувають під загрозою зникнення на території Запорізької області.

## Використання
Квіткові бутони (вони не отруйні) служать приправою до м'ясних страв, подібно до каперців. У медицині застосовують корені, бруньки й траву. Препарати парнолиста звичайного проявляють протиглисні, антисептичні, протизапальні, ранозагоювальні, проносні, детоксикаційні та судинорозширювальні властивості.

## Галерея

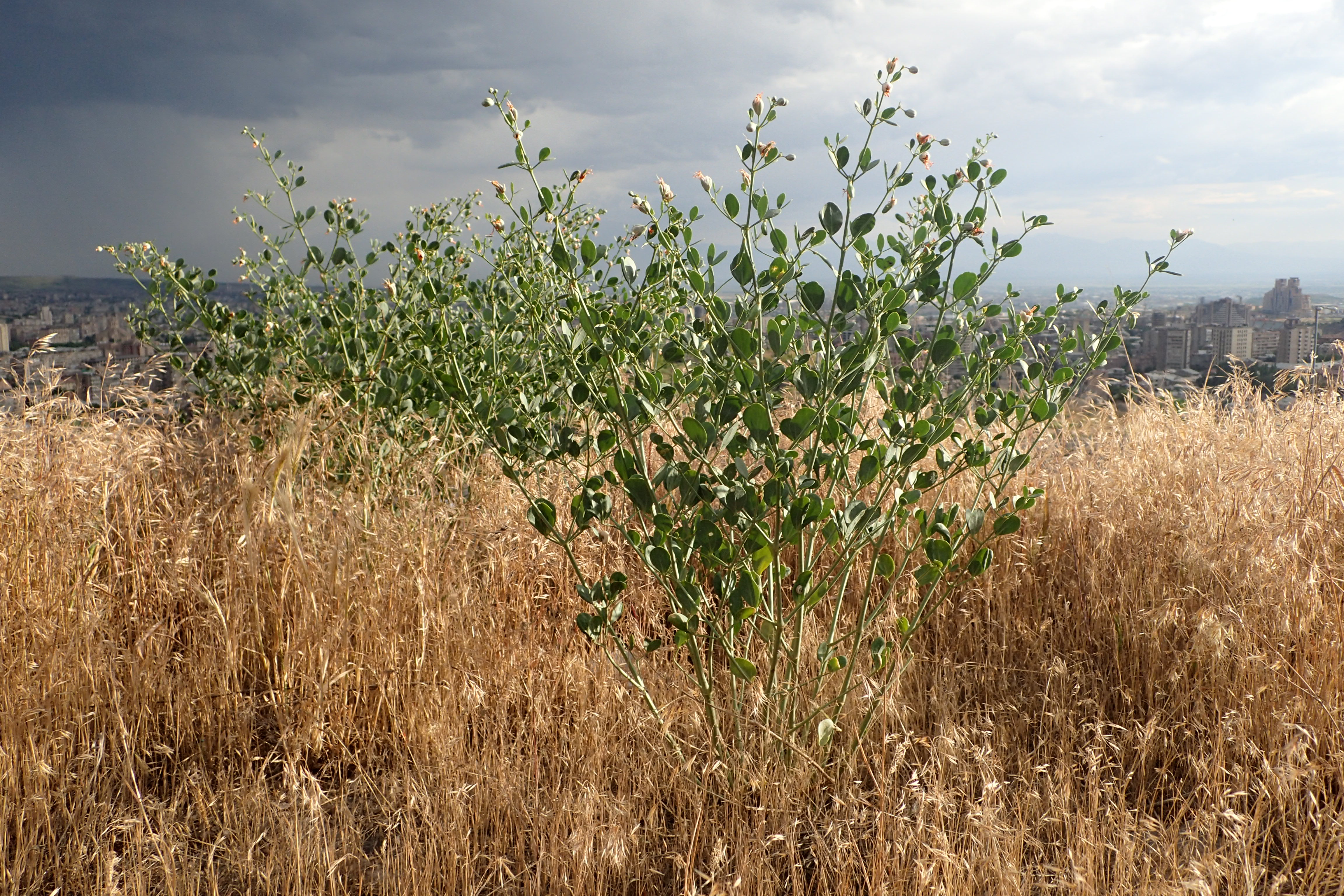
рослина у Вірменії
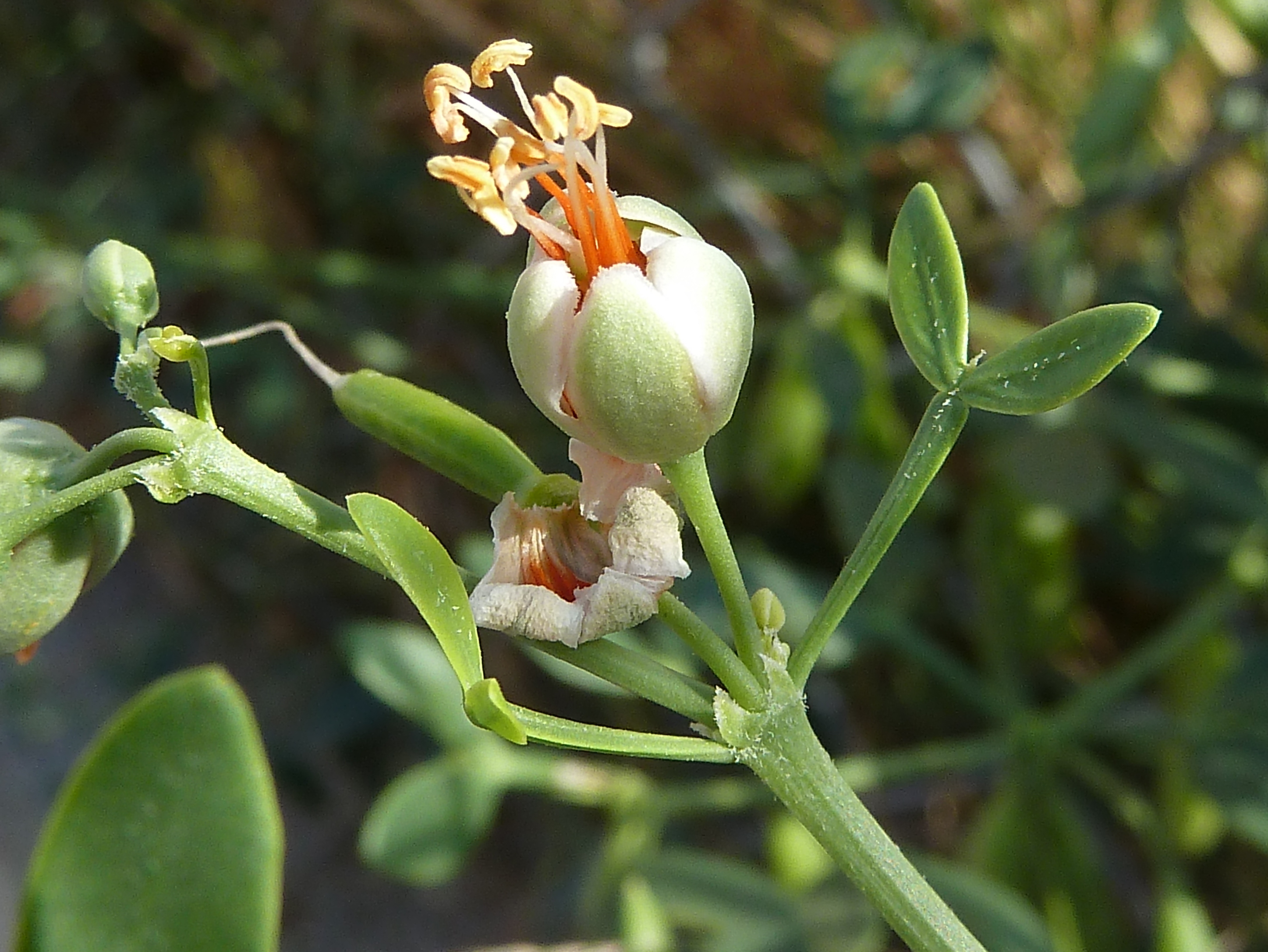
квітка
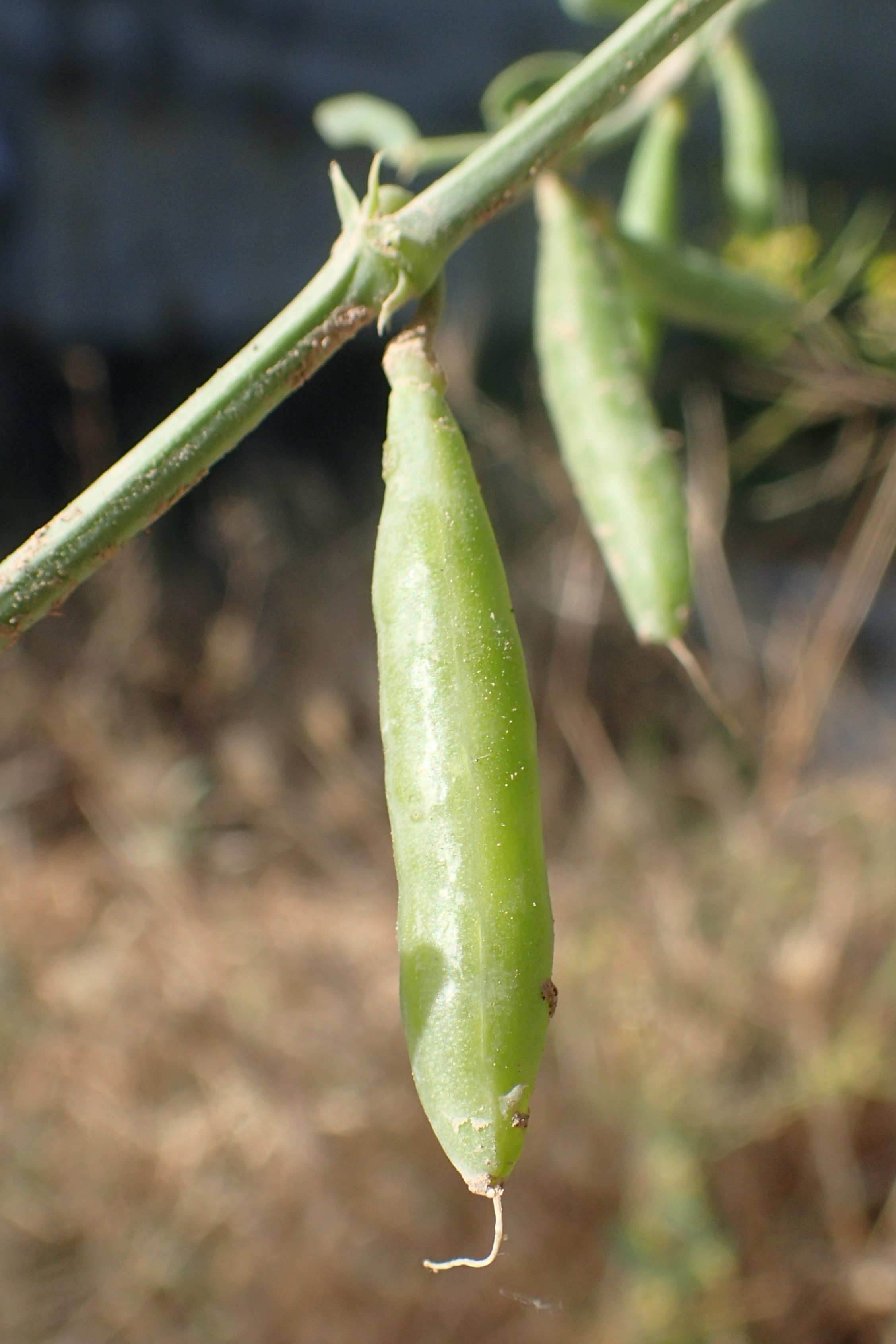
плоди
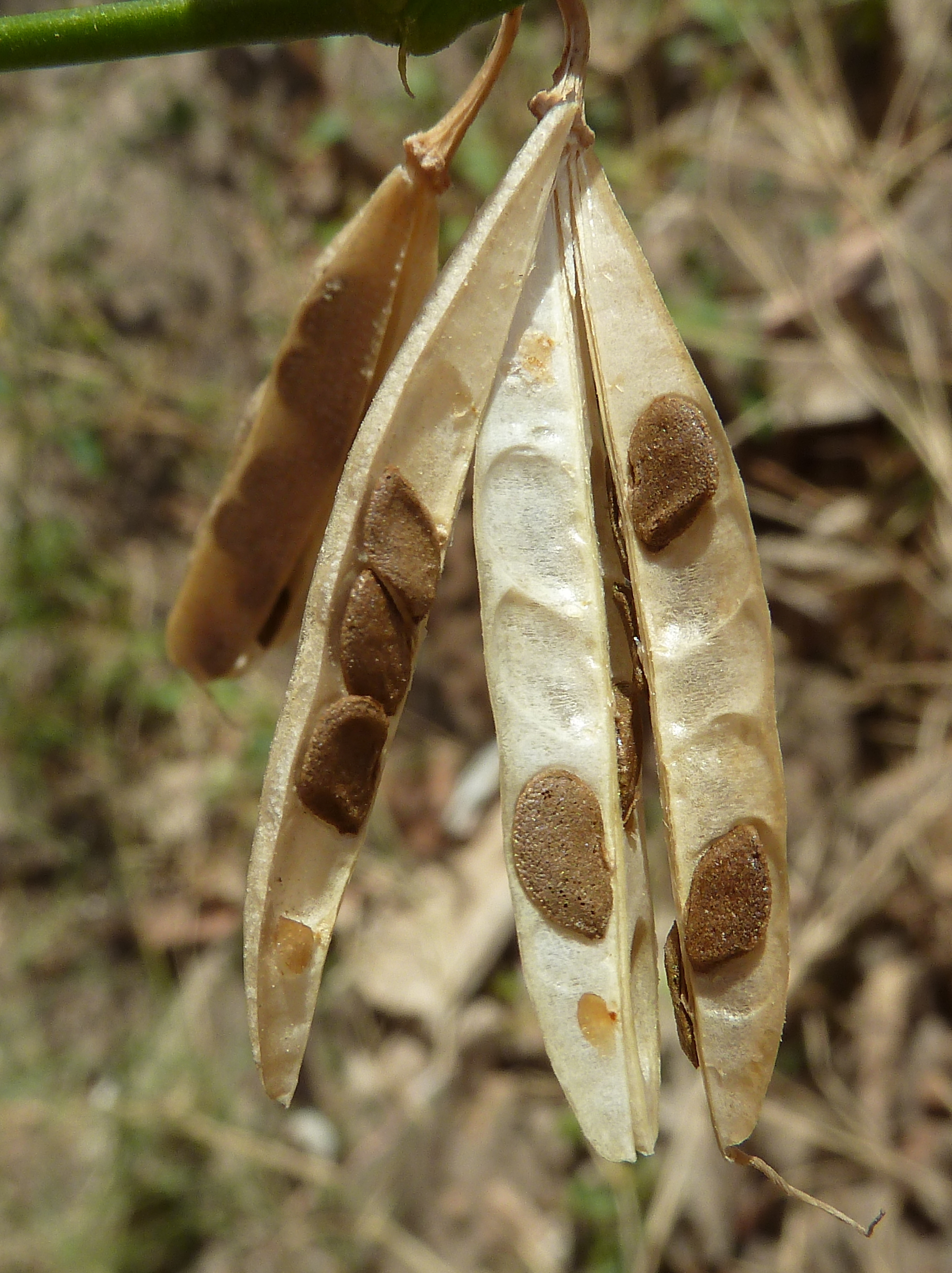
зрілі плоди з насінням